# Kalender (Software)

Logo bis 2014

Kalender (bis Mac OS X Version 10.7 iCal, in der englischen Version Calendar) ist ein von Apple mit dem Betriebssystemen iOS, iPadOS, macOS, watchOS und visionOS ausgeliefertes Programm zur Verwaltung von Terminen. Es implementiert den iCalendar-Standard (RFC 5545, früher 2445). Steve Jobs stellte das Programm am 17. Juli 2002 auf der Macworld New York vor.
Das Programm unterstützt verschiedene Kalender und pro Kalender Termine und Aufgaben. Jedem Kalender kann eine Farbe zugewiesen werden, und jeder eigene Kalender kann mit einem WebDAV-Server veröffentlicht werden. Andere veröffentlichte Kalender (z. B. Feiertage, Kinostart etc.) können so auch abonniert werden. Das gleichzeitige Veröffentlichen und Abonnieren eines Kalenders – notwendig z. B. für Gruppenkalender – ist hingegen nicht möglich.
Auf Termine kann mit einem akustischen Hinweis, einer Nachricht, E-Mail oder dem Start eines Programms hingewiesen werden. Vor allem der „Start“ einer beliebigen Datei, einer URL oder eines Programms macht Kalender zu einem flexiblen cron-Ersatz und ermöglicht das zeitgesteuerte, auch wiederholte, Ausführen von Programmen. Ähnlich wie bei anacron wird das Programm auch dann ausgeführt, wenn der Rechner bis zur „Alarmzeit“ ausgeschaltet war und später angeschaltet wird.
Kalender ist eng in macOS integriert. So können zu Terminen Personen aus dem Adressbuch des Betriebssystems geladen werden, und Geburtstage werden in einem eigenen Kalender angezeigt. Über iCloud und ähnliche Onlinedienste können Kalender mit anderen Geräten synchronisiert werden, z. B. Smartphones und Tablets (bei früheren Versionen geschah dies über iSync). Außerdem ist es möglich, andere Personen per Mail von einem Ereignis zu informieren, welches – sofern Apple Mail genutzt wird – sofort in das Programm übernommen wird.
Per AppleScript können Aufgaben, Termine und Kalender manipuliert werden. Mit der Kombination von Möglichkeiten lassen sich so z. B. auch Wiederholungsaufgaben implementieren: Per Applescript werden neue Aufgaben erzeugt. Dieses Applescript wird wiederum von einem wöchentlichen Termin durch Kalender selbst ausgeführt.
Microsoft unterstützt das iCal-Protokoll ab seiner Office-Applikation Outlook 2007 ebenfalls zur Anzeige von mehreren Kalendern.